# Галијен
Публије Лициније Егнације Галијен (рођен 218. године, умро 268.) владао је Римским царством као савладар свог оца Валеријана од 253. до 260. године, а онда, после његове смрти, као самостални владар до 268. године. Био је на челу Царства када је оно било у дубокој кризи: упркос неким успесима, Галијен није успео да је савлада.

## Владавина
Једна од главних карактеристика Кризе III века била је неспособност царева да дуже остану на власти. Галијен је био изузетак и вероватно је томе допринело његов савладарски положај за време Валеријанове владавине. Галијен је успео да се током своје владавине обрачуне са више покушаја узурпације. 
Као Валеријанов савладар зауставио је напад Алемана који су угрозили Италију 258. године, поразивши их у једној бици код Милана.
Године 260. Валеријана је после битке код Едесе заробио персијски цар Шапур I. Иако је Галијен био свестан да је Валеријан жив пао непријатељу у руке, он није прогласио његову смрт пуних годину дана. 
Одмах након Валеријановог пада у заробљеништво, Персијанци су угрозили Антиохију. Али римски војсковође Макријан и Калист су организовали успешну одбрану, па су се Персијанци морали повући преко Еуфрата. Макријан је искористио свој успех да би прогласио своје синове Макријана и Квијета за цареве. Иако су се овом устанку прикључиле Сирија, Египат и Мала Азија, чим су устаници кренули према западу, доживели су пораз од Галијеновог војсковође Ауреола.
Током Галијенове владавине долазило је до сталних борби на западу Царства. Већ око 258. године Галијен је изгубио контролу над већим делом Галије. Убрзо се тај део Царства фактички одвојио и постојао је годинама као Галоримско царство. Криза III века као да је дожиивела свој врхунац.
У последњим годинама своје владе, Галијен се сусрео са великим изазовима. Дошло је до инвазија Гота у Панонију, док су Алемани пустошили северну Италију. Галијен је зауставио напад Алемана, победивши их у априлу 268. године у једној бици, а затим се окренуо према северу и поразио Готе у неколико битака. Те јесени, напао је поново Готе и они су доживели битка код Наиса. Није међутим извесно да је Галијен тада предводио римску војску: вероватно је Аурелијан, командант коњице, био најзаслужнији за победу. 
Након битке код Ниша, Галијен је био убијен док је водио рат против противцара Ауреола у близини Милана. Има теорија да су Клаудије II и Аурелијан сковали заверу против Галијена.
Али, када је дошао на власт Клаудије II је поштедео живот Галијеновој удовици, која је са Галијеном родила, Салонина (који је закратко био савладар) а зати деификовао самог Галијена. 
Како год било, Клаудије II је у најмању руку знао за заверу. Галијен је сахрањен у једном гробу петнаестак километара од Рима.

## Наслеђе
О Галијену су по правилу историчари строго судили, нарочито због одметнућа Галије у његово доба. Али, Галијен је допринео неким реформама: у војсци је увео мобилнију коњицу, која се показала успешном у ратовима. Вероватно је Галијен негативно оцењен због тога што је био непријатељ Сената, што се огледало нарочито у његово одлуци да сенатори буду лишени главних команди у војсци.
Галијен је током своје владавине захтевао, у циљу опште стабилности да се прогањање хришћана обустави, па је донео и едикт о верском миру и низ одлука о јавном признању Хришћанске цркве 261. године. Прекид прогона пратила је наредба да се сва имовина врати Цркви, као и њеним присталицама, који су страдали или оштећени у погромима.
Он је овим чином повратио унутрашњи мир и ред и учврстио поверење нарастајућих хришћанских заједница у државне и правне институције Царства. Александријски епископ Дионисије у писму упућеном Ермамону почетком 262. године истиче Галијенову победу и одушевљење верским миром који је он успоставио.
Такав блажи однос према хришћанима у Риму је потрајао до 303. године, када је Диоклецијан започео са чувеним прогонима хришћана. 

## Новац
Иако се емисије исковане у време Галијена по много чему разликју, ипак се захваљујући њима може умногоме реконстурисати царев изглед. 
Имао је средње дугачку косу која се спуштала до половине чела. Брада му је била штуцована и релативно дугачка. 
Захваљујући толерантним верским приликама насталим након едикта о верском миру на мањем броју кованица се појављују и хришћанске поруке и симболи.